# Ost-West-Straße (Breslau)

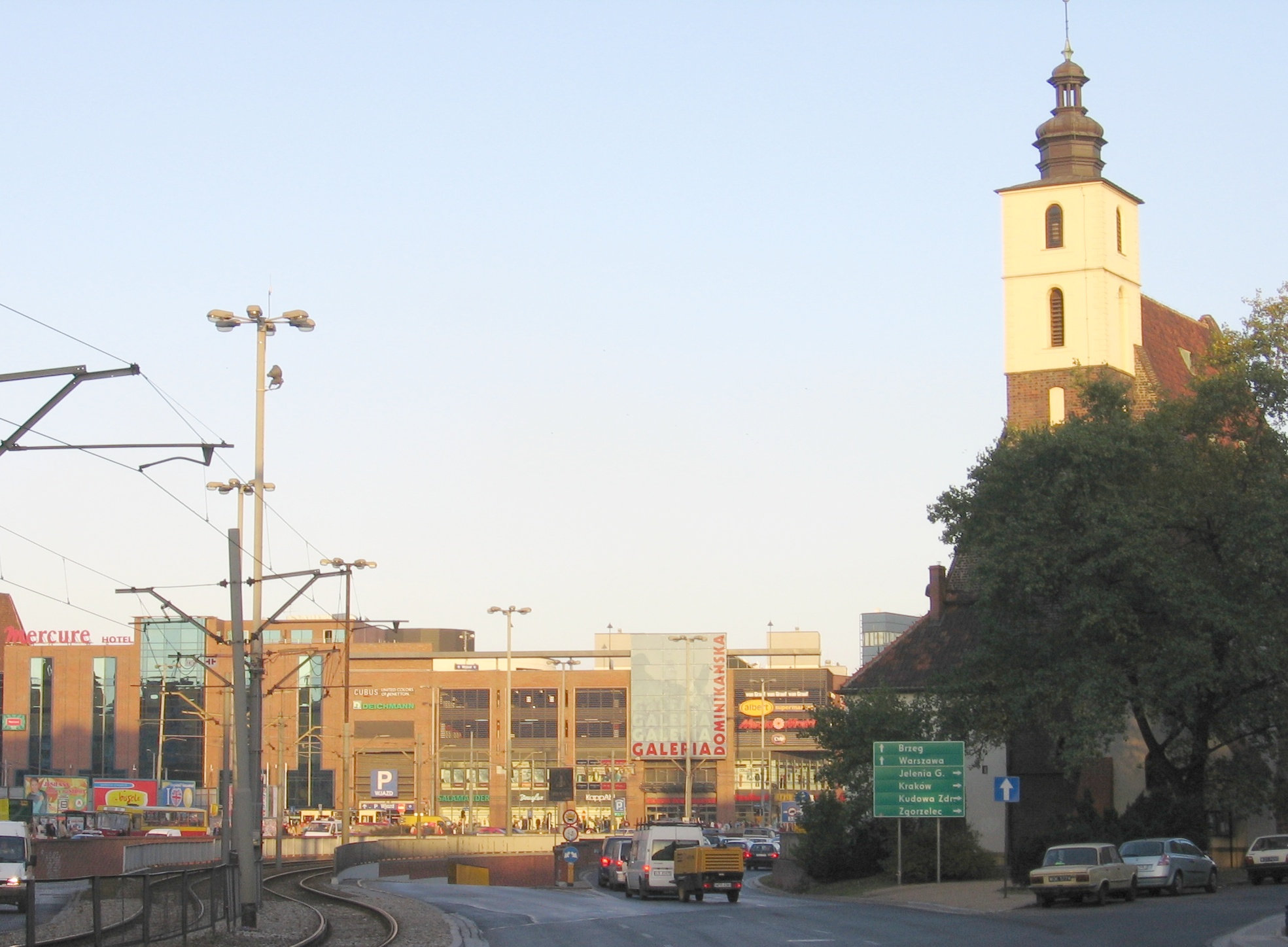
Blick von Westen: Ost-West-Straße, rechts die Christophorikirche und Einfahrt zum Christophoriplatz/Weidenstraße, in der Mitte Zufahrt zum Dominikanerplatz und in die Unterführung, im Hintergrund Galeria Dominikańska mit Hotel Mercure-Panorama

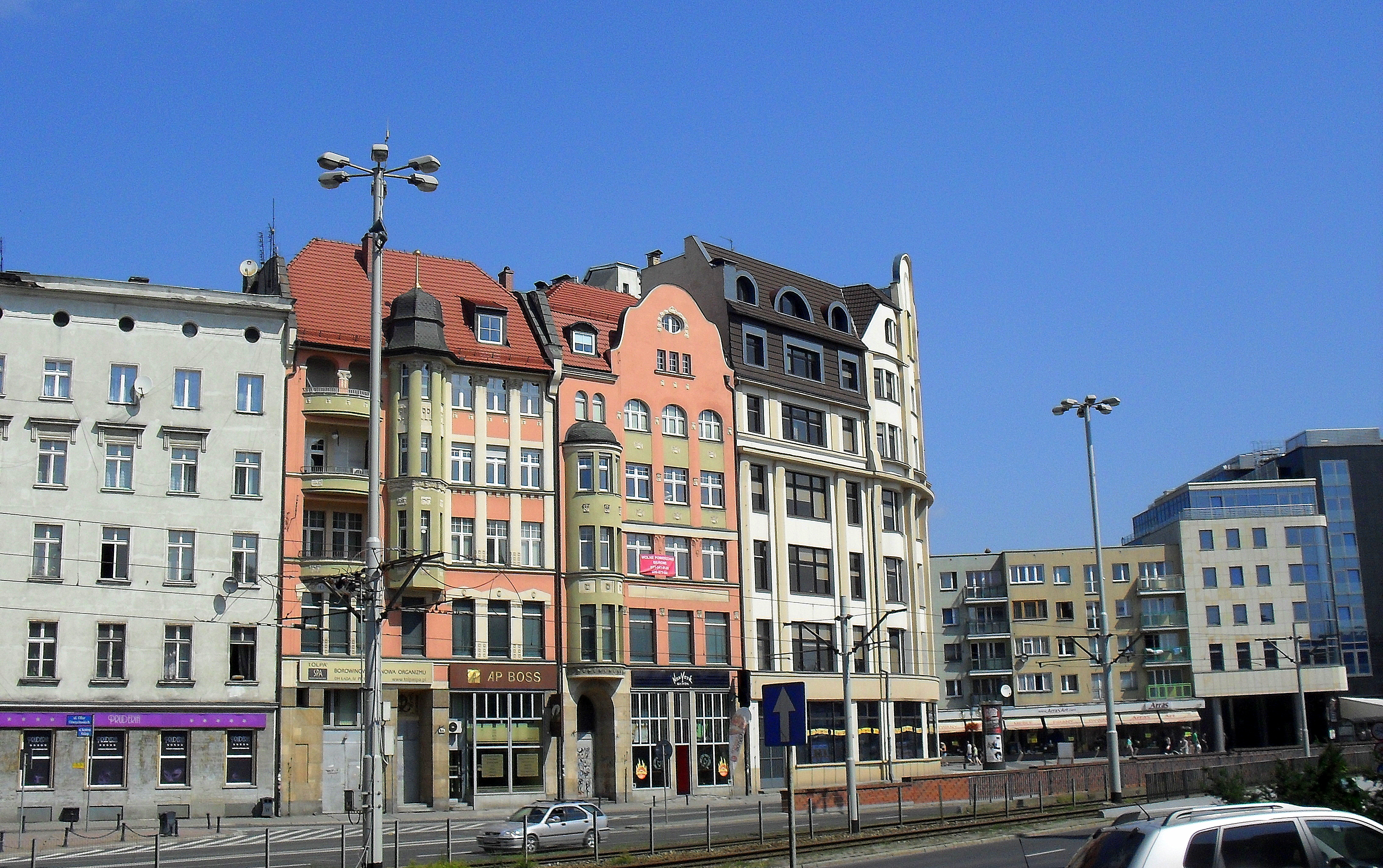
Häuser an der Straße

Ost-West-Straße (poln. Trasa Wschód-Zachód, Trasa W-Z) ist die Bezeichnung der inneren Umgehungsstraßen in Breslau, die am Großen Ring und an der inneren Altstadt vorbeiführen.

## Verlauf
Die Schnellstraße beginnt im Osten an der Grunwald-Brücke (ehemals Kaiserbrücke) und führt über Społeczny-Platz, östliche Ohlauer Straße, Dominikanerplatz, Christophoriplatz, Kazimierz-Wielki-Straße, westliche Reusche-Straße bzw. westliche Nikolaistraße zum Johannes-Paul-II.-Platz (bis 2006 Platz des 1. Mai). Ein Nordzweig der Straße führt über die Neue-Welt-Gasse und die Weißgerbergasse, die trotz der Zusammenlegung zu einer großen Straße ihre Namen beibehalten haben.
Der für die Altstadt ungewöhnlich breite Straßenquerschnitt mit einer Breite von bis zu 60 m erklärt sich durch die Entstehung in der Nachkriegszeit. Die Straße besteht aus zwei Fahrbahnen (je zwei bis drei Spuren), einem dazwischen liegenden eigenen Bahnkörper der Straßenbahn (zwei Gleise, örtlich drei) und zwei teilweise niveaufreien Kreuzungen mit Fußgängerunterführungen sowie Straßentunnel (Dominikanerplatz) bzw. Straßenaufständerungen (Społeczny-Platz). Darüber hinaus gibt es drei weitere Fußgängerunterführungen im Verlauf der Schweidnitzer Straße, beim ehem. Äußeren Ohlauer Tor und beim Johannes-Paul-II.-Platz. Gegenwärtig (2007) wird an eine Verlagerung des Durchgangsverkehrs aus der Ost-West-Straße auf den geplanten Altstadtring gedacht.

## Geschichte
Die Ost-West-Straße folgt dem ehemaligen Anlagen des inneren Stadtgrabens, der sogenannten Schwarzen Ohle. Dieser am Anfang des 13. Jh. angelegte künstlicher Flusslauf büßte bereits 1263 einen Teil seiner Bedeutung ein, da die Stadt erweitert und der äußere Stadtgraben geschaffen wurde, der die Erstverteidigungsfunktion übernahm. Als Überbleibsel einer Befestigungsanlage diente er bis in das 19. Jahrhundert zur Stadtentwässerung, und als Habitat für Insekten trug er zum Ausbruch mehrerer Epidemien bei. Nach einem Choleraausbruch wurde der Stadtgraben 1866 trockengelegt und nach dem Konzept von Carl Johann Christian Zimmermann kanalisiert.
Erste Pläne zum Bau der Straße gab es Anfang der 1920er-Jahre, unter anderem mit einem Sanierungsplan für die Altstadt, der von Max Berg bearbeitet wurde. Die Straße wurde aber erst 1977–1991 gebaut, u. a. nach einem Entwurf von Andrzej Gretschel. Die Schnellstraße vereinigt zwei ehemalige entlang des Stadtgrabens verlaufende Straßenzüge. Die Ruinen der im Zweiten Weltkrieg abgebrannten Häuser zwischen dem trockenen Stadtgraben und den seitlichen Straßen wurden hierfür beseitigt. Abgerissen wurden auch mehrere intakte Gebäude. Der Bau der Straße hat den historischen Verlauf der Schweidnitzer Straße durchtrennt.

## Bauwerke

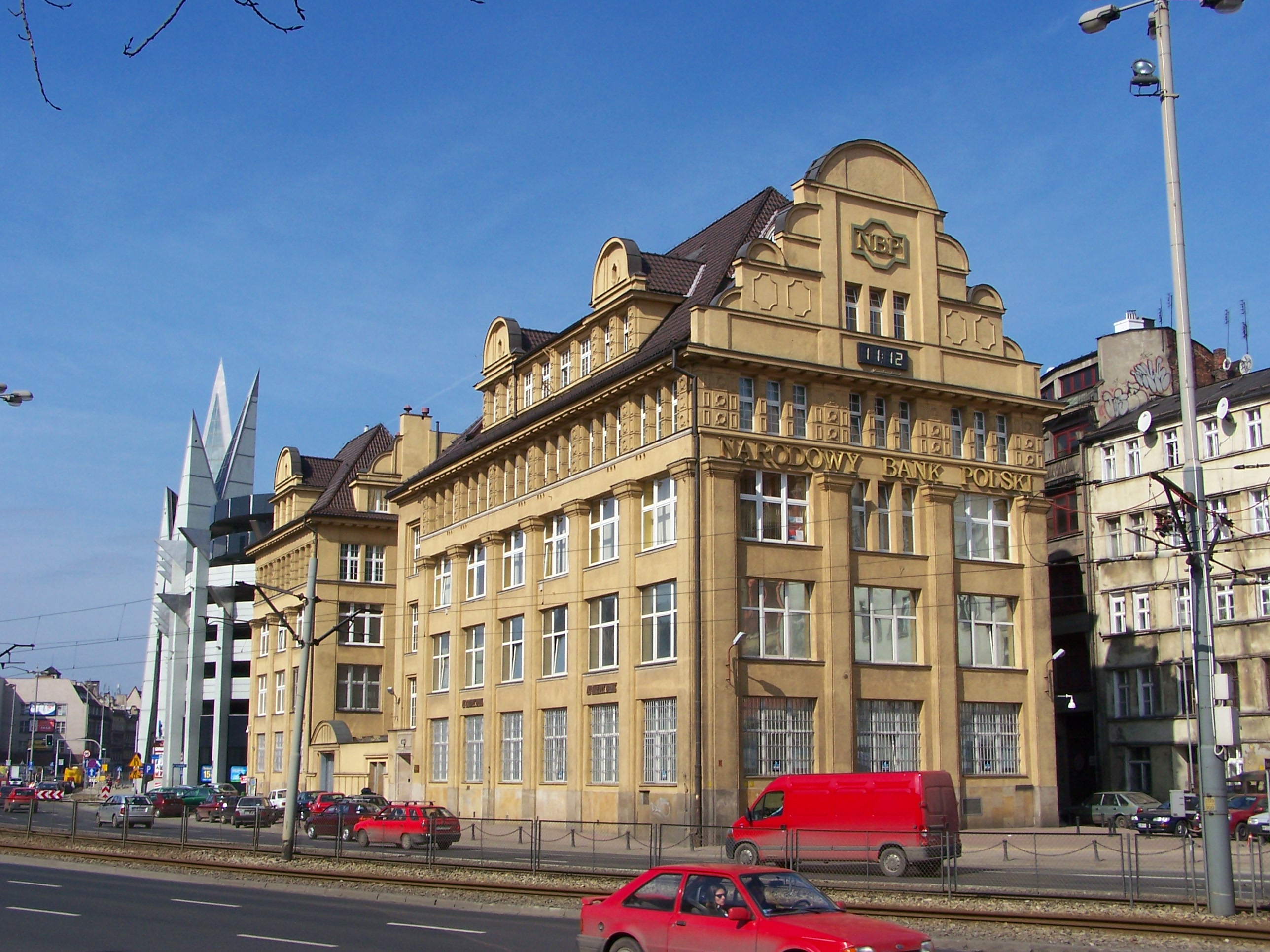
Blick von Osten: Bankgebäude an der Ost-West-Straße

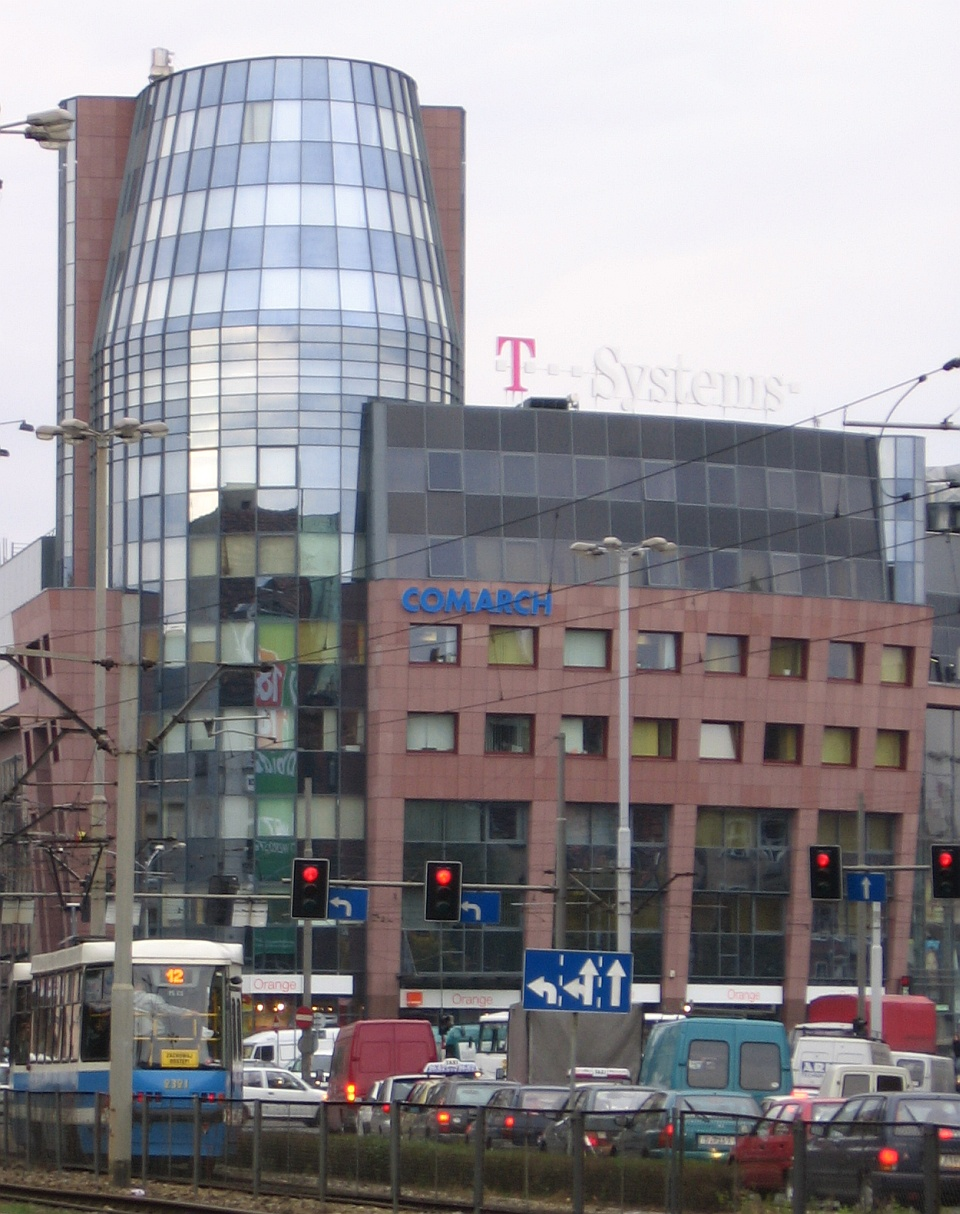
Blick von Osten: Links die Mündung der Graupenstraße, die Ost-West-Straße führt rechts im weiten Bogen am Wratislavia Tower vorbei.

Bedeutende Bauwerke entlang der Ost-West-Straße sind:
- Postscheckamt Breslau  im Stil des Backsteinexpressionismus, entworfen und baubegleitet vom Regierungsbaumeister und späteren Postbaurat Lothar Neumann (1891–1963) mit keramischen Reliefs von Felix Kupsch, gebaut von Huta Hoch- und Tiefbau, 1927–1929[1]
- Galeria Dominikańska, ein Geschäftszentrum des Unternehmens ECE, Architekt Edward Lach, 1999–2001
- Christophorikirche
- Bankgebäude, Architekt Alvin Wedemann, 1909–1911
- Ehemaliger Königlicher Palast
- Hofkirche
- Universitätsbibliothek
- Wratislavia Tower mit Kino Helios
- Ehemaliges Spital zum Heiligen Grab
- Altes Zeughaus